# توماس لانغ
توماس لانغ (بالإنجليزية: Thomas Lang)‏ (22 يونيو 1854 في المملكة المتحدة - 30 مايو 1902 في المملكة المتحدة) هو سمسار الأوراق المالية ولاعب كريكت بريطاني (وحمل سابقاً جنسية المملكة المتحدة لبريطانيا العظمى وأيرلندا).